# Marian Szyrocki
Marian Szyrocki (ur. 4 czerwca 1928, zm. 30 stycznia 1992) – polski historyk literatury niemieckojęzycznej.
Wśród jego publikacji pojawiły się szkice i eseje traktujące o życiu literackim i jego przedstawicielach w RFN, Austrii i Szwajcarii po 1945 roku. Stypendysta Fundacji Aleksandra Humboldta, długoletni dyrektor Instytutu Filologii Germańskiej Uniwersytetu Wrocławskiego. Misją jego życia było dążenie do polsko-niemieckiego pojednania. Utrzymywał kontakty prywatne i naukowe z wybitnymi postaciami takimi jak Günter Grass.
W 1983 r. został członkiem korespondentem, a w 1991 r. członkiem rzeczywistym PAN.
Miał żonę Krystynę oraz syna.

## Odznaczenia
- Krzyż Honorowy za Zasługi dla Nauki i Sztuki I klasy (Austria, 1985)[3]

## Wybrane publikacje
- Marian Szyrocki, Dzieje literatury niemieckiej: podręcznik, Państwowe Wydawnictwo Naukowe, Warszawa 1969
- Marian Szyrocki, Historia literatury niemieckiej, Zakład Narodowy im. Ossolińskich, 1971
- Marian Szyrocki, Die deutschsprachige Literatur von ihren Anfängen bis zum Ausgang des 19. Jahrhunderts, Państwowe Wydawnictwo Naukowe, Warszawa, 1986, ISBN 83-01-06230-4